# 克魯帕尼

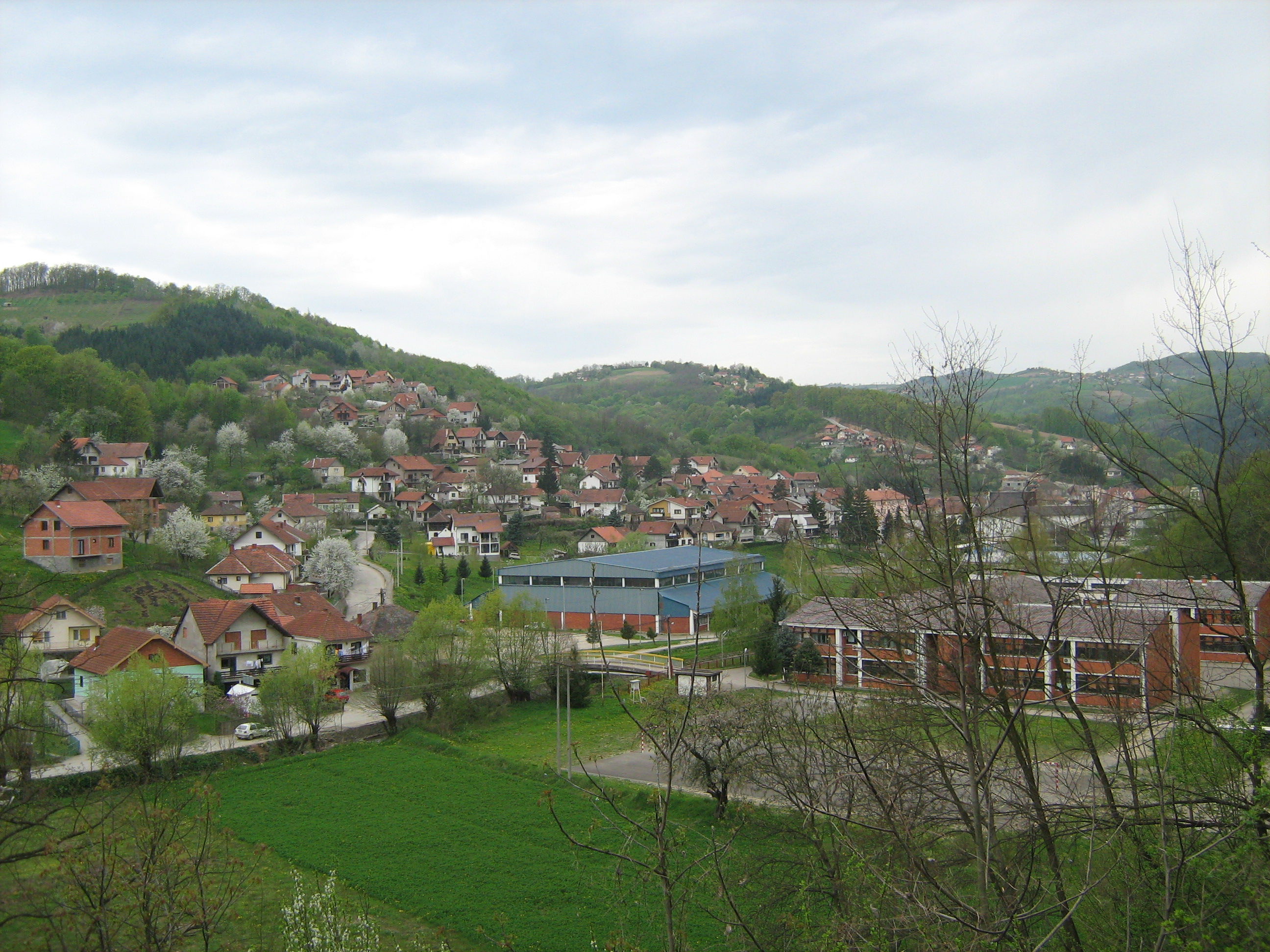

克魯帕尼是塞爾維亞的城鎮，由馬切萬州負責管轄，位於該國西部，面積342平方公里，海拔高度318米，該地區自新石器時代有人類居住，2011年人口4,455。

## 外部連結
- Official website （页面存档备份，存于）
- Krupanj Online （页面存档备份，存于）